# Missão integral
Missão Integral ou missão holística é um termo cunhado em espanhol como misión integral nos anos 70 por membros do grupo cristão evangélico Fraternidade Teológica Latino americana (ou FTL, sua sigla em espanhol) para descrever uma compreensão da missão cristã que abrange tanto o evangelismo e responsabilidade social. Desde Lausana em 1974, a missão integral tem influenciado um número significativo de evangélicos em todo o mundo.

## Terminologia
A palavra "integral" é usada em espanhol para descrever a inteireza (como no pão integral ou trigo integral). Os teólogos usam-no para descrever uma compreensão da missão cristã que afirma a importância de expressar o amor de Deus e o amor ao próximo por todos os meios possíveis. Proponentes tais como René Padilla do Equador, Samuel Escobar do Peru, e Orlando Costas de Porto Rico quiseram enfatizar a amplitude da Boa Nova e da missão cristã, e usaram a palavra integral para assinalar seu desconforto com concepções de missão cristã baseadas em uma dicotomia entre evangelismo e engajamento social.
Os proponentes da missão integral argumentam que o conceito de missão integral não é novidade - ao contrário, está enraizado nas Escrituras e maravilhosamente exemplificado no próprio ministério de Jesus. "Missão integral" é apenas um vocabulário distinto para uma compreensão holística da missão que se tornou importante nos últimos quarenta anos, a fim de distingui-la das abordagens amplamente adotadas, mas dualistas, que enfatizam o evangelismo ou a responsabilidade social.

## História
O processo de definição da missão integral e a jornada de sua aceitação por um número significativo de evangélicos ocorreu durante um período de pouco mais de 40 anos. Seu progresso pode ser observado através de vários congressos evangélicos internacionais significativos.
Em 1966, o Congresso sobre a Missão Mundial da Igreja, realizado em Wheaton, Illinois, reuniu evangélicos de 71 países. A Declaração Wheaton confessou que “nós [evangélicos] somos culpados de um isolamento não-bíblico do mundo que muitas vezes nos impede de enfrentar honestamente e lidar com suas preocupações” e o “fracasso [da igreja] em aplicar princípios bíblicos a problemas como racismo, guerra, explosão populacional, pobreza, desintegração familiar, revolução social e comunismo.”
Em contraste, nesse mesmo ano o Congresso Mundial sobre Evangelização em Berlim continuou a enfatizar uma concepção de missão tradicionalmente evangélica, como articulado por Billy Graham: “se a igreja voltasse à sua tarefa principal de proclamar o evangelho e as pessoas se convertessem para Cristo, haveria um impacto muito maior sobre as necessidades sociais, morais e psicológicas dos homens do que poderia se conseguir através de qualquer outra coisa que se pudesse fazer. No entanto, a questão do envolvimento social cristão surgiu repetidamente durante os congressos regionais que se seguiram.
O Primeiro Congresso Internacional sobre Evangelização Mundial em Lausanne em 1974 é considerado por alguns como "o mais importante encontro evangélico mundial do século XX". O Pacto de Lausana afirmou que:
Deus é tanto o Criador como o Juiz de todos os homens. Devemos, portanto, compartilhar sua preocupação pela justiça e reconciliação em toda a sociedade humana e pela libertação dos homens de todo tipo de opressão… expressamos penitência tanto por nossa negligência como por ter considerado o evangelismo e a preocupação social como mutuamente exclusivos.
Seguindo ao Congresso de Lausana, o apoio ao conceito de missão integral cresceu entre os evangélicos, particularmente nos segundo e terceiros mundos. Uma série de declarações que emergiram de conferências evangélicas internacionais nos anos seguintes (algumas delas organizadas pelo Movimento de Lausana e presididas por John Stott) revelaram preocupações semelhantes para um entendimento holístico de missão. De importância crítica para o desenvolvimento da teologia da missão integral foram os vários Congressos Latino-Americanos sobre Evangelismo (CLADE, sua sigla em espanhol—Consejo Latinoamericano de Evangelización). 
Na UK, a Consulta Internacional sobre Estilo de Vida Simples (International Consultation on Simple Lifestyle) em 1980 resultou em um documento intitulado "Um compromisso evangélico ao estilo de vida simples", novamente afirmando um compromisso com a justiça dentro de uma concepção evangélica de missão.
Em 1982, a Consulta Internacional sobre a Relação de Evangelismo e Responsabilidade Social concluiu que a última é uma consequência de uma ponte e parceira da primeira. O documento publicado manteve a primazia do evangelismo, no entanto, apesar de sua afirmação de que os dois são, na prática, “inseparáveis”.
Em 1983, a Consulta sobre a Igreja em Resposta à Necessidade Humana em Wheaton, Illinois, levou à publicação de "Transformação: A Igreja em Resposta à Necessidade Humana", talvez a mais forte afirmação evangélica da Missão Integral. É explícito em sua denúncia da injustiça, e igrejas e organizações cristãs que "pelo silêncio dão seu apoio tácito" ao "status-quo sócio-econômico".

## A última década
Um compromisso com a missão integral é muitas vezes refletido em preocupação especial para aqueles que vivem na pobreza e um compromisso de buscar a justiça. O conceito de missão integral é defendido em grande parte por cristãos evangélicos, muitos dos quais estão relacionados à Rede Micah.
Em 1999, uma rede global de organizações cristãs evangélicas comprometidas com a Missão Integral foi estabelecida e batizada de Rede Miquéias, que deve seu nome à centralidade de Miquéias 6: 8 ao conceito de Missão Integral:

O que é que o Senhor pede de ti, senão que pratiques a justiça, e ames a benevolência, e andes humildemente com o teu Deus?.
Seus membros representam aproximadamente 600 organizações de serviço evangélico, igrejas e membros individuais em todo o mundo.

## Lista de Teólogos da Missão Integral
- René Padilla;
- Orlando Costas;
- Justo L. González;
- Robinson Cavalcanti;
- Elben Magalhães Lenz César[17];
- Ricardo Gondim;
- Carlinhos Veiga;
- Samuel Escobar[18];
- Péricles Couto;[19]
- Valdir Steuernagel[20] [21].